# Directiesecretaresse
Een directiesecretaresse is een beroep dat valt onder de beroepscategorie managementassistent(e) of managementassistant. Een directiesecretaresse verricht secretarieel werk voor directieleden en managers van bedrijven en organisaties. 
Dit houdt onder meer in:
- notuleren
- bijhouden agenda
- correspondentie verzorgen
- voorbereiden van vergaderingen
- ontvangst van bezoek
- regelen van lunches en zakenreizen

Omdat een directiesecretaresse vaak met vertrouwelijke informatie om moet gaan, belangrijke zakelijke klanten moet begeleiden en aanspreekpunt is van de directie, worden er zwaardere eisen gesteld aan een directiesecretaresse dan aan een gewone secretaresse.
Soms heeft een directiesecretaresse een universitaire opleiding gehad, maar meestal bestaat de opleiding tot management assistent(e) uit een (professionele) bacheloropleiding aan een hogeschool. Veel gevolgde opleidingen zijn onder andere bachelor secretariaat-talen, bachelor commerciële communicatie, bachelor office manager en bachelor management, economie en recht (MER).
Er is geen mannelijke nevenvorm voor het woord directiesecretaresse. Een directiesecretaris is een andere functie dan de directiesecretaresse.